# Johanna Elisabeth av Baden-Durlach
Johanna Elisabeth av Baden-Durlach, född 1680, död 1757, var en hertiginna av Württemberg. Hon var dotter till Fredrik VII av Baden-Durlach och Augusta Maria av Holstein-Gottorp. Hon gifte sig 1697 med hertig Eberhard Ludvig av Württemberg. 
Johanna Elisabeth blev gift med Eberhard Ludvig av Württemberg samtidigt som hennes bror gifte sig med Eberhard Ludvigs syster. Äktenskapen hade arrangerats som en dubbelallians mellan två av de ledande protestantiska dynastierna i Sydtyskland, och parens två mödrar var släkt med varandra. Efter det första året av äktenskapet levde paret åtskilda; Johanna Elisabeth bodde på slottet i Stuttgart, medan Eberhard Ludvig var ute på militärkommendering. Johanna Elisabeth var pietist och starkt präglad av denna tros moraluppfattning. 
Hennes make var den första monarken i Württemberg som öppet levde med en officiell mätress, Wilhelmine von Grävenitz. År 1707 begick maken bigami genom att gifta sig morganatiskt med Grävenitz. Kejsaren förklarade detta äktenskap för ogiltigt och förvisade Grävenitz till Schweiz, dit hon följdes av Eberhard Ludvig. Efter att Grävenitz år 1710 hade ingått ett skenäktenskap med en hovman kunde paret återvända och fortsätta sitt förhållande. De levde i Ludwigsburg, som från 1718 även officiellt blev monarkens residens, medan Johanna Elisabeth fortsatte att bo i Stuttgart. Hon vägrade att gå med på skilsmässa. 
År 1731 avled makarnas enda son barnlös, och Eberhard Ludvig återupptog sitt samliv med Johanna Elisabeth för att avla en ny tronföljare, men makarnas ålder gjorde detta omöjligt. Efter makens död 1733 levde hon på Kirchheims slott.